# 怪獣王ゴジラ (映画)
『怪獣王ゴジラ』（かいじゅうおうゴジラ、Godzilla, King of the Monsters!）は、1956年の怪獣映画。モノクロ、シネマスコープ。
1954年公開の日本映画『ゴジラ』をアメリカ合衆国で追加撮影、再編集したもので、一般的に「アメリカナイズ作品」と呼ばれている。日米合作映画として扱われており、オリジナル映像は東宝、追加シーンはジュエル・エンタープライズが製作している。テリー・O・モースと本多猪四郎が監督としてクレジットされている。主要キャストはレイモンド・バー、フランク岩永、宝田明、河内桃子、平田昭彦、志村喬で、ゴジラ役（スーツアクター）として中島春雄、手塚勝巳が出演している。本作品では「アメリカ人記者が巨大怪獣ゴジラの日本襲来について取材する」という形で物語が進行する。
本作品はアメリカで興行的な成功を収め、アメリカ以外の国でも上映された。オリジナル版『ゴジラ』は海外市場では2004年まで未公開の状態だったため、『怪獣王ゴジラ』は日本国外の人々にゴジラの存在を披露する役割を果たした。

## ストーリー
アメリカ人記者のスティーブ・マーティンは負傷しながらも破壊された東京から生き延び、市民たちで埋め尽くされた病院に運び込まれる。病院にいた山根恵美子は知人のマーティンと出会い、彼のために医者を探しに向かう。そんな中、マーティンは東京を訪れた時に目の当たりにした不可解な船舶の炎上事故からこれまでの出来事をフラッシュバックで思い出していた。マーティンは、警備員トモと共に炎上事故の被害者が打ち上げられた大戸島に向かい、取材を通して島民たちは長年信じている海の神「ゴジラ」が炎上事故を引き起こしたと考えていることに気付く。その夜、大戸島に大嵐が上陸し、家屋が破壊され島民にも犠牲者が出てしまうが、島民たちは「ゴジラの仕業に違いない」と口にしていた。
マーティンは山根恭平博士が率いる調査チームに同行して再び大戸島を訪れ、そこで彼らは放射能が残る巨大な足跡と先史時代の三葉虫を発見する。半鐘が鳴るのを聞いた調査チームと島民たちは八幡山に登るが、頂上付近でゴジラに遭遇して下山する。東京に戻った山根博士はゴジラについて、「身長400フィート（122メートル）で太平洋で繰り返された水爆実験によって眠りから目覚めた生物」と推測してゴジラの保護を訴えるが、防衛隊はゴジラを抹殺しようと爆雷攻撃を開始する。一方、東京に戻ったマーティンは古い友人の芹沢大助を食事に誘うが、彼は山根博士の娘で婚約者の恵美子との約束を理由に誘いを断る。
恵美子は芹沢と婚約していたが、南海サルベージKK所長の尾形秀人と相思相愛になっており、婚約の破棄を伝えようとしていた。芹沢博士は邸宅に招いた恵美子に極秘裏に進めている実験を見せ、彼女は実験結果に恐怖して悲鳴を上げる。恵美子は実験の秘密を守ることを芹沢に誓うが、婚約の破棄を躊躇い伝えることができなかった。東京に出現したゴジラは街や列車を破壊して東京湾に去っていく。翌朝、防衛隊は東京の海岸一帯の鉄塔に電流を流してゴジラを感電死させようと計画するが、夜に上陸したゴジラに鉄塔網を突破されてしまう。マーティンはゴジラの姿をテープレコーダーで記録していたが、ゴジラの攻撃に巻き込まれて負傷してしまう。
フラッシュバックが終了し、マーティンは恵美子と尾形がいる病院で目を覚ます。その後、恵美子と尾形は芹沢が実験していた酸素破壊剤オキシジェン・デストロイヤーをゴジラ抹殺のため使用することを依頼するが、断られてしまう。しかし、テレビ放送で東京の惨状を目の当たりにした芹沢は考えを改め、オキシジェン・デストロイヤーの使用を決意する。マーティンは芹沢、尾形、山根博士、恵美子と共に海上保安庁の巡視船で東京湾に向かい、ゴジラの居場所を突き止める。潜水服を着た芹沢と尾形は海中のゴジラに近付くが、芹沢は尾形だけを浮上させてオキシジェン・デストロイヤーを起動する。芹沢は無線で恵美子と尾形の幸福を願い、自ら命綱を切りオキシジェン・デストロイヤーの秘密と共に命を絶った。ゴジラはオキシジェン・デストロイヤーによって体を溶かされ、マーティンは芹沢の犠牲によって世界は「再び生きる」ことができると感じていた。

## キャスト
- スティーブ・マーティン - レイモンド・バー
- 尾形秀人 - 宝田明
- 山根恵美子 - 河内桃子
- 芹沢大助 - 平田昭彦
- 山根恭平 - 志村喬
- ジョージ・ローレンス - ミケル・コンラッド（英語版）
- 警備員トモ - フランク岩永
- 尾形秀人の声、芹沢大助の声 - ジェームズ・ホン[23]
- 山根恭平の声 - サミー・トン（英語版）[23]
- ゴジラ - 中島春雄[24]、手塚勝巳[24]

## スタッフ
- 監督・脚本・監修編集 - テリー・O・モース（英語版）[25]
- 製作総指揮 - ジョーゼフ・E・レヴィーン[5][26]、テリー・ターナー[5][26]、エド・バリソン[5][26]
- 助監督 - アイラ・ウェッブ[5][26][注釈 3]
- 音響 - アート・スミス[25]
- 撮影セット・音響効果 - ジョージ・ロアーズ[5][26][注釈 4]
- カメラマン - ガイ・ロー[25]

## 製作

### 企画

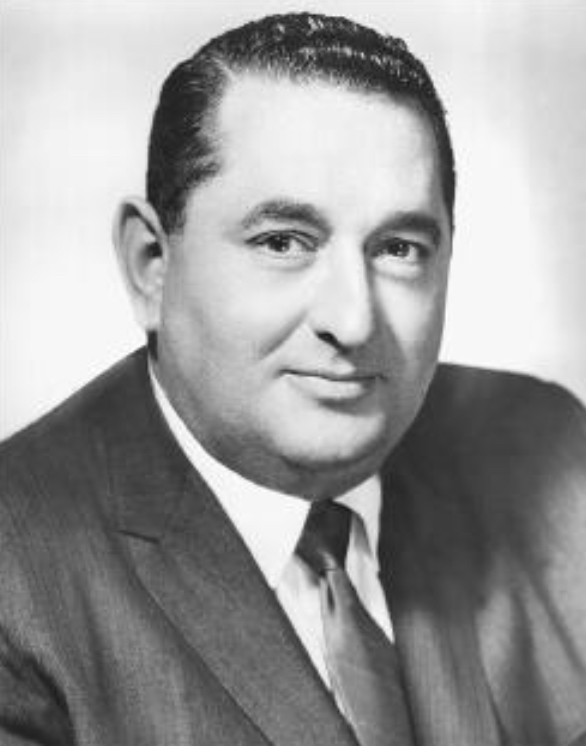
ジョーゼフ・E・レヴィーン

1955年に、プロデューサーのエドモンド・ゴールドマンは国際東宝（ロサンゼルスに拠点を置く東宝の海外配給部門）との間で『ゴジラ』の権利交渉を始めた。ゴールドマンは東宝から渡された『ゴジラ』の宣伝資料を見て興味を持ち、『ゴジラ』の上映会に参加してライセンス料2万5,000ドルの条件を提示し、東宝は即断で条件を受け入れた。1955年9月27日に契約を交わし、この契約ではゴールドマンと東宝は海外版『ゴジラ』が「ナレーション、英語吹き替え、映像の追加・修正・削除を経て完成する」ことで合意し、東宝が最終的に承認することになっていた。
『ゴジラ』の権利交渉にはポール・シュライブマンも協力していた。また、アメリカン・インターナショナル・ピクチャーズのサミュエル・Z・アーコフも独自に東宝と権利交渉を3か月間行っていたが、後にゴールドマンが権利を取得したことを知った。ゴールドマンはジュエル・エンタープライズのハロルド・ロス（ヘンリー・リブニックとも表記される）、リチャード・ケイの協力でアメリカ配給にこぎ着けたが、ゴールドマンによれば英語吹替とレイモンド・バーを起用するように勧めたのは、ロスとケイの意見だったという。その後、ゴールドマンはジュエル・エンタープライズに権利を売却することになった。
ロスとケイは資金調達のため、ジョーゼフ・E・レヴィーンに協力を依頼するとロサンゼルスで彼を招いて上映会を実施し、『ゴジラ』の可能性に興奮したレヴィーンは映画の権利の半分を10万ドルで購入した。これにより、『ゴジラ』の権利はジュエル・エンタープライズとエンバシー・ピクチャーズが所有することになった。レヴィーンはエドワード・バリソンの協力を得て、配給会社トランス・ワールド・リリーシングを設立した。また、テリー・ターナーにプロモーション戦略を依頼したが、報酬として40万ドルを要求された。依頼を引き受けたターナーは、『ザ・トゥナイト・ショー』でスティーヴ・アレンに『ゴジラ』を紹介させた。『ゴジラ』の海外版タイトルについて、レヴィーンとターナーは当初「Godzilla, the Sea Beast」を検討していたが、最終的に「Godzilla, King of the Monsters!」に決定した。レヴィーンとターナーはテリー・O・モースを監督に起用し、シュライブマンは新たなキャストとしてバーを起用した。モースは脚本の修正作業と監督、バーは1日のみの撮影でそれぞれ1万ドルの報酬を受け取っている。

### 撮影と吹替
当時のアメリカでは海外映画が一般受けしなかったことから、観客受けを狙うためにバーが1日のみで撮影を終えた後、芹沢や山根、恵美子のボディダブルと会話するシーンが新たに追加撮影された。モースは日本版のオリジナルカットと英訳した脚本を確認しながら、バーの登場シーンを挿入できる部分を探した。また、吹き替え作業では発音などの関係から主要出演者の英語吹き替えは東洋人のサミー・トンやジェームズ・ホンなどが行い、日本語の台詞の大半を残すことに決め、フランク岩永に不正確ながら翻訳してもらい、バーのナレーションシーンと交互に映すことにした。バーが演じるスティーブ・マーティンが山根博士と会話するシーンでは、山根博士役のボディダブルは顔を隠すため、カメラに背中を見せる構図で撮影を行っている。芹沢のシーンでは、眼帯側を主に映している。また、編集作業を通してボディダブルや日本人俳優が映らないようにし、端役にはアジア系アメリカ人が起用された。追加シーンの撮影はヴィジュアル・ドラマ社の撮影セットで3日間かけて行われたが、バーは1日分の契約しか交わしていなかったため、彼の出演シーンは24時間以内にすべて撮影された。セット・デコレーターのジョージ・ロアーズは、オリジナル版のシーンを模した実物大セットを撮影のために製作している。オリジナル版にあった長崎市への原子爆弾投下、ビキニ環礁の水爆実験、原爆実験によるマグロの放射能汚染などの原爆・水爆に関する要素は、すべてカットされた。
吹き替えの収録作業は5時間かけて行われた。吹き替えに参加したジェームズ・ホンなどの声優はモースと共に一室に集められ、すべての役柄の吹き替えを行うように指示された。声優たちは速さを変えてそれぞれの台詞を録音し、映像に合わせた最適なものを採用したほか、録音の際は映像を一切見ずに吹き替えを行い、テーブルに座ったまま目の前に置かれたマイクに録音していた。ホンによれば、吹き替えのオーディションには複数の日本人俳優が参加していたが、最終的に起用されたのは多才さを認められた自分とサミー・トンだったと語っている。トンは老齢者6人の声、ホンは若年者7人の声を担当している。

## 公開

### 劇場上映
1956年4月4日にニューヨークのローズ・ステート・シアターで上映された。同月27日に『Prehistoric Women』との二本立て興行で全米283劇場で公開され、興行収入は200万ドル以上を記録した。製作会社は映画の成功により20万ドルの収益を得た。テレビ放送権はRKOが取得し、1959年にロサンゼルスのKHJテレビで放送された。
日本では1957年5月29日に『怪獣王ゴジラ』のタイトルで公開され、好評を博した。英語の台詞には日本語字幕が付き、東宝パン・スコープ2：1でトリミングされた。日本国内仕様のプロントは1993年までの時点で1本しか現存していない。
『怪獣王ゴジラ』はアメリカで成功した初の日本長編映画であり、当時のアメリカで100万ドル以上の興行成績を記録した4番目の海外映画だった。ゴールドマンは当初、北米市場のみを想定して配給権を購入していたが、興行的な成功により海外の配給会社がアメリカ版の購入を希望するようになったため、トランス・ワールドは東宝と再交渉を行い、アメリカ国外への配給権を購入・取得した。1957年2月14日にはフランスで公開され、チケット売り上げ枚数は83万5,511枚を記録し、同年のフランス興行成績第79位となった。

### イタリア再上映
1977年にルイジ・コッツィが『怪獣王ゴジラ』をカラー化し、センサラウンドに類似した磁気テープ方式のサウンドトラックを使用したバージョンをイタリアで上映した。このカラー版は「Godzilla」のタイトルで上映されたが、コッツィや彼のファンは「Cozzilla」の通称で呼んでいる。通称の由来はコッツィが雑誌に投稿する際のペンネームであり、後に再上映する際の製作会社名にも採用された。コッツィによると、東宝はカラー版の権利をトルコに渡していたという。また、コッツィは『怪獣王ゴジラ』のカラー化が映画史上で白黒映画をカラー化した最初の作品だったとも語っている。
元々、コッツィは1976年に公開した『キングコング』の成功に便乗する形で、『怪獣ゴルゴ』の再上映を企画していた。しかし、「製作会社のキング・ブラザース・プロダクションがあまりにも高額な金額を要求したため」との理由から、権利の購入を断念したという。そのため、コッツィは次の候補として『ゴジラ』の権利購入を目指したが、東宝からは『怪獣王ゴジラ』のネガフィルムしか提供できないと返答された。コッツィは『怪獣王ゴジラ』のネガフィルムを購入したものの、地方の配給会社から白黒映画であることを理由に上映を拒否され、再上映を実現するためにフィルムのカラー化を思い付いた。フィルムのカラー化のために東宝との再交渉を経て承認を取り付け、この中で「カラー化されたネガフィルムの権利は東宝が独占的に所有する」という条件が盛り込まれた。しかし、当時のイタリアでは映画の上映時間は90分間と決められていたため、コッツィは上映時間を確保するために15分間の追加映像を挿入した。
追加映像の挿入に際し、コッツィは意図的に戦争映画から死と破壊の映像を取り入れた。これは古い映画を「最新の、より暴力的な姿」にしたいという考えによるものだった。フィルムの編集中、コッツィは『怪獣王ゴジラ』の映像と一致しない映像があることに気付いたが、「違和感よりも効果の方が大きい」という理由でそのまま映像をフィルムに取り入れた。テロップでは、冒頭のシーンを「1954年8月6日（6 AGOSTO 1954）」としている。また、『大列車作戦』『The Day the Earth Caught Fire』の映像も取り入れており、さらにコッツィが個人的に所有していた16mmフィルムから『原子怪獣現わる』『ゴジラの逆襲』の映像もオマージュとして使用している。コッツィは映画の宣伝のためにカラー化と70mmフィルムを意味する「Spectrorama 70」という単語を作り出し、「『Godzilla』再上映用資料に大きな印象を与える助けになった」と語っている。
映画音楽は『怪獣王ゴジラ』のオリジナル版を再加工し、新しい音楽と効果音を追加したものを使用している。さらにコッツィは上映館にセンサラウンド効果と特殊な巨大スピーカーを設置した。追加音楽の作曲はヴィンス・テンペラが手掛けており、「マグネティック・システム」という別名を使い、個人所有の電子ピアノを使い作曲している。彼らはゴジラ映画のファンだったため、コッツィからのオファーを快諾したという。コッツィがシンセサイザーを採用したのは映画に「現代的な姿」を与え、観客にオリジナルのシーンと新規シーンの違いが明確に分かるような音楽にしたいという考えからだった。再上映時にはヴィンス・テンペラの追加音楽が45回転レコード（後に33回転レコード）として発売された。
コッツィはエンゾ・ニストリに『Godzilla』の宣伝ポスターの作成を依頼し、このポスターは後にファンゴリアの表紙に採用された。カラー作業はアルマンド・ヴァルコーダが一人で行い、コッツィは師であるアルベルト・モーロと共に編集作業に当たった。カラー化作業はストップモーション・ゲラ撮影で1コマずつ行われ、公開を急いだため3か月間で作業は完了した。コッツィによると、カラー化された35mmフィルムと東宝から譲り受けたオリジナルの35mmネガフィルムは、ミラノのヤマト・ビデオが所有しており、同社は『ゴジラ』『怪獣王ゴジラ』『Godzilla』のDVD化を企画していたという。しかし、『ゴジラ』のDVD化に財務的な理由で失敗したため、これら3作品のDVD化企画は頓挫している。

## 評価

### 批評

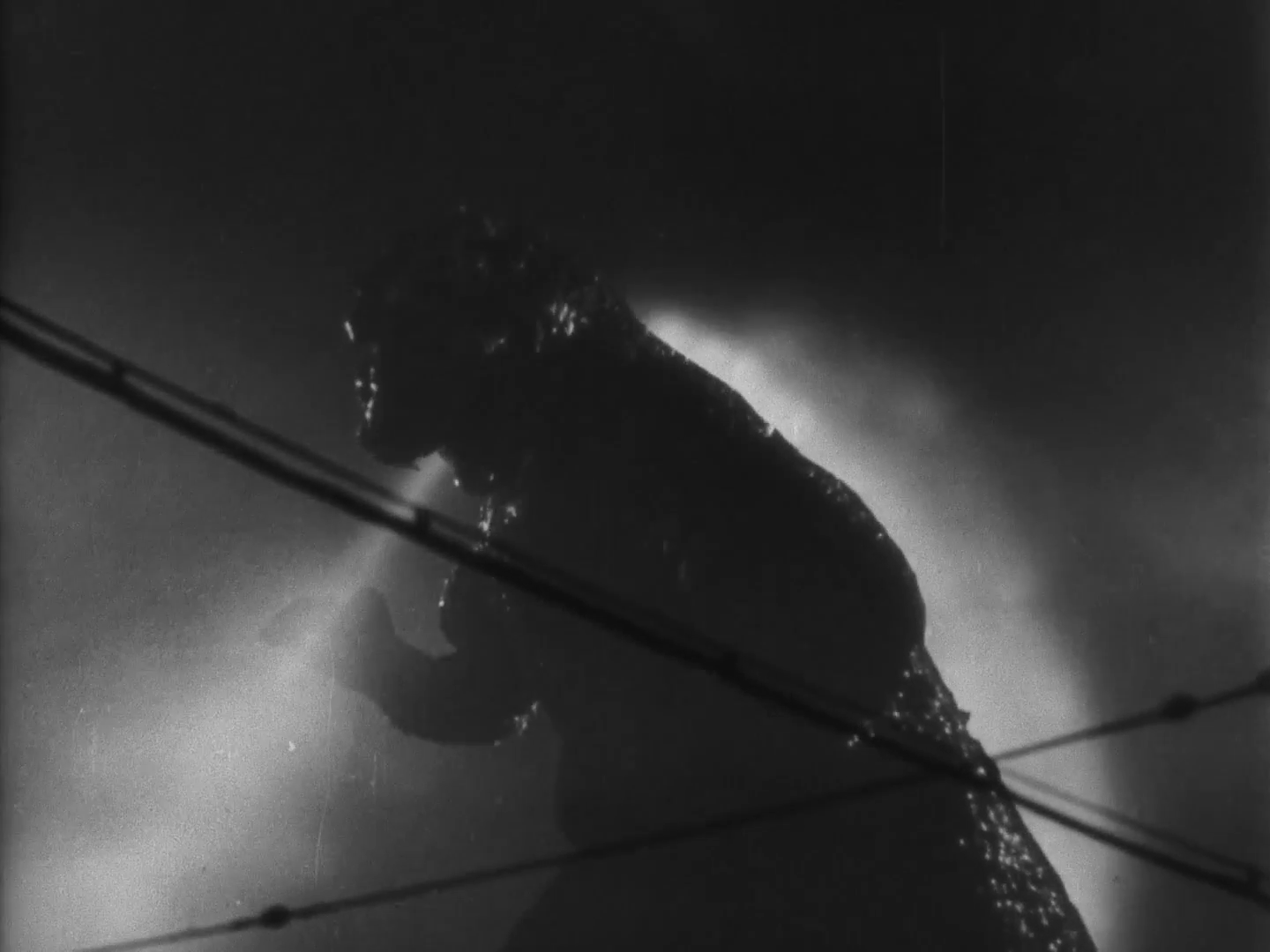
ゴジラ

ニューヨーク・タイムズのボズレー・クラウザーは「日本のスタジオで製作された『怪獣王ゴジラ』は、信じられないほど酷い映画だ」と酷評し、吹き替えや特殊効果（恐竜のミニチュア）、『キング・コング』との類似点を指摘したうえで、「この作品はチープで映画的なホラー映画の部類であり、立派な劇場がこのような作品で子供や騙されやすい大人を呼び込まなければならないのは残念だ」と結論付けている。ダニー・ピアリーはストーリーの改変について「原爆による被害の隠蔽を疑わせるかのような削除」と批判しており、ティム・ルーカスは「『ゴジラシリーズ』のアメリカナイズの試みが数十年の間に数多く行われ、その大半が無意味で破壊的なものだったが、『怪獣王ゴジラ』に込められた技巧と巧妙さは一目瞭然である」と批評している。『ゴジラ』の監督の本多猪四郎は複数の映画史家から「勝手にストーリーを改変されて不快に思っていませんか」と聞かれたことがあるが、本多は改変を面白がり「彼の映画はアメリカのモンスター映画を真似しようとしている」と返答している。本多によれば、当時は著作権などについての契約がない売り切りであったため、どう切り取られても文句は言えなかったといい、テーマ自体は変わっていないことで許せたと述べている。
アーロン・カーナーは『Ritual and Event』に寄稿し、「1956年の『怪獣王ゴジラ』は『ゴジラ』を単純なSF映画に変えてしまった」と批評している。ウィリアム・ツツイは「ゴジラは改変で完全に破壊されたわけではなく、モンスターの恐ろしい魅力は幸いにも映画的手術を免れたが、ゴジラの感情的なパワー、知的な奥深さ、社会的関連性、理屈抜きのインパクトの多くは改変の中で喪われてしまった」と批評している。デイヴィッド・カラットは、ゴジラが暴れるシーンでのバーのナレーションはオリジナル版よりも改善されていたとして、「ここでのバーの台詞は冷静で記憶に残るものだった」と語っている。カラットはこれに加え、ナレーションによってバーが演じるマーティンを無力な存在にしていると指摘し、「今回はアメリカン・ヒーローであっても窮地を脱することができない」と語っている。
漫画家の手塚治虫は、日本劇場で『怪獣王ゴジラ』を鑑賞したが、「正直言って唖然としてしまった」と語り、日本が舞台であるにも関わらず、マニラや香港の華僑がゴジラから逃げ惑っているように見えてしまい、レイモンド・バーが登場するシーンにおいて、日本の俳優が演じていたキャラクターが別人による後ろ姿によって描写されることにも白けてしまったと述べている。
ガメラシリーズで知られる湯浅憲明は、本作が戦争の余波を正確に描いていないとして批評している。

### レガシー
『ゴジラ』は特撮映画のフランチャイズの開始とテンプレートの確立を成し遂げたが、『怪獣王ゴジラ』は日本国外の観客に「ゴジラ」というキャラクターを披露する役割を果たしたと言われている。オリジナル版『ゴジラ』は長年アメリカで未公開の状態だったが、2004年に「ゴジラシリーズ」50周年記念として北米の劇場で初めて限定上映された。1982年には山根博士役の志村喬の功績を称えるため、ニューヨークとシカゴの映画祭で『怪獣王ゴジラ』の日本語字幕版が上映された。1956年の『怪獣王ゴジラ』公開後、東宝は宣伝資料で「King of the Monsters」をゴジラの通称として使い始め、1983年に企画された『ゴジラ キング・オブ・ザ・モンスターズ・イン・3D』や2019年公開の『ゴジラ キング・オブ・モンスターズ』のタイトルにも採用されている。その後、「ゴジラシリーズ」では記者を主人公にした作品が複数製作されたが、これについてデイヴィッド・カラットは「これらのリポーター・ヒーローは、レイモンド・バーが演じたスティーブ・マーティンの遺産によって存在感を示している」と指摘し、『怪獣王ゴジラ』におけるバーの功績を主張した。

## ソフト化
1998年にシミター・エンターテインメントから、2002年にクラシック・メディアからDVD・VHSが発売された。2006年にはクラシック・メディアとソニーBMGから『ゴジラ』『怪獣王ゴジラ』を収録した2枚組DVD「Gojira: The Original Japanese Masterpiece」が発売され、北米で初めてオリジナル版『ゴジラ』がDVD化された。DVDにはゴジラ研究家スティーヴ・ライフル（『Japan’s Favorite Mon-Star: The Unauthorized Biography of the Big G』著者）とエド・ゴジゼフスキー（『Japanese Giants Magazine』編集者）のオーディオコメンタリー、13分間のドキュメンタリー『Godzilla Story Development』『Making of the Godzilla Suit』、ライフルによるエッセイブックレットが収録されたほか、消失したと思われていた『怪獣王ゴジラ』のオリジナル・エンディング・クレジットが復元収録されている。
2012年にクライテリオン・コレクションからニュー高精細デジタル修復版Blu-ray・DVDが発売され、リマスター版『怪獣王ゴジラ』の他に特典として伊福部昭、佐藤忠男、宝田明、中島春雄、入江義夫、開米栄三、デイヴィッド・カラット（『A Critical History and Filmography of Toho’s Godzilla Series』の著者）のオーディオコメンタリーが収録されている。2014年には『GODZILLA ゴジラ』公開記念として『ゴジラ』『怪獣王ゴジラ』の2枚組DVDがクラシック・メディアから復刻発売された。収録内容は2006年に発売されたDVDと同じものになっている。2017年にヤヌス・フィルムズとクライテリオン・コレクションが『怪獣王ゴジラ』など複数のゴジラ映画の権利を取得し、Starzとフィルムストラックで配信された。2019年にクライテリオン・コレクションから発売された「昭和ゴジラシリーズ」のBlu-ray Boxにも『怪獣王ゴジラ』が収録されている。
日本では、1988年11月1日にVHSが初発売。VHS1993年8月1日にも再発売された。2005年4月22日に発売されたDVD BOX『GODZILLA FINAL BOX』が日本での初DVD化となった。

## 関連作品
『ゴジラ1985』（1985年）
『ゴジラ』（1984年版）の海外編集版。レイモンド・バー演じるスティーブ・マーティンが再登場する。

『メタルギアソリッド3 スネークイーター』（2004年）
セーブ時に本作品についての言及がある。